# ピアニカ

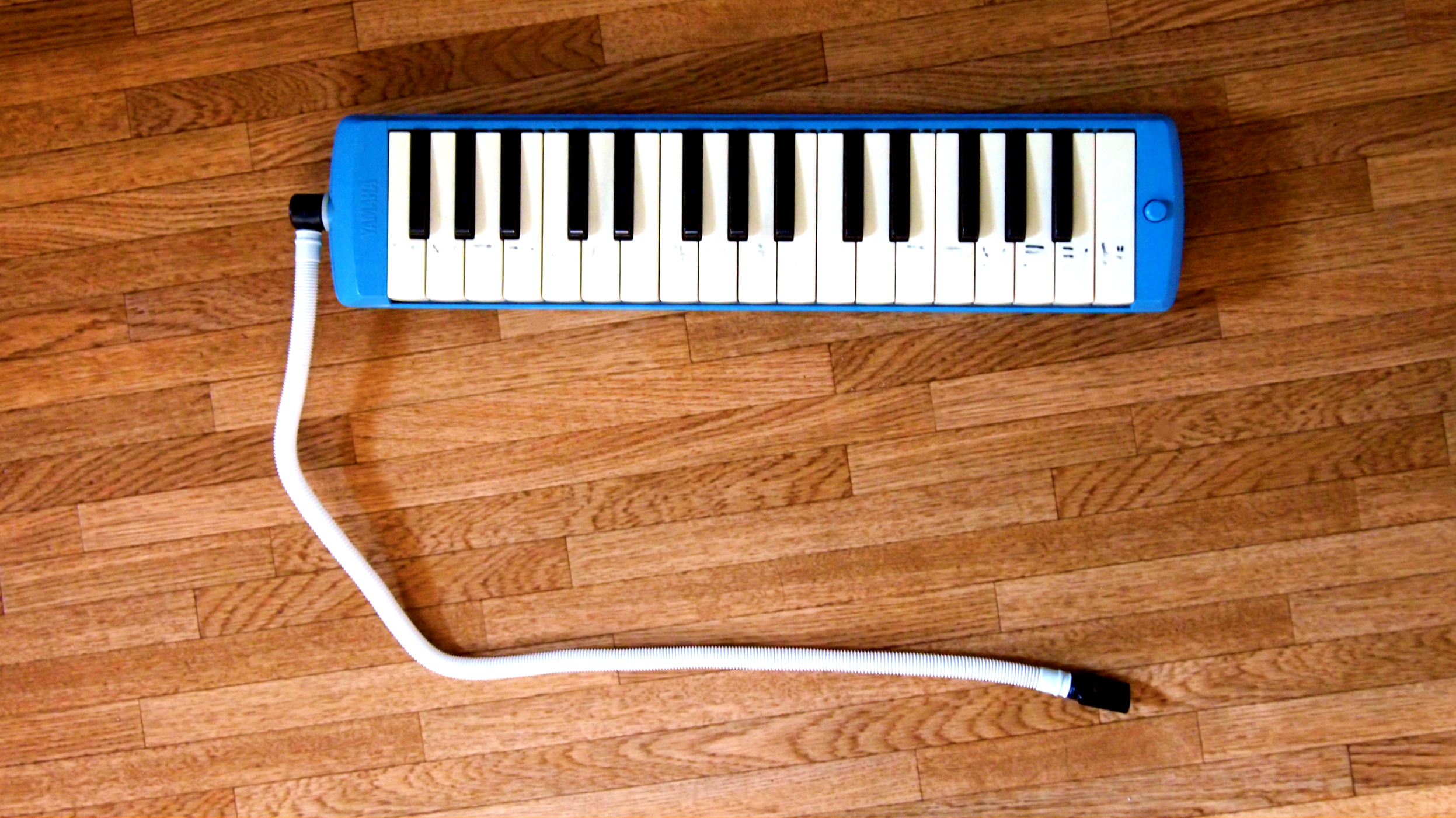
ヤマハ ピアニカ P-32D

ピアニカ (PIANICA) は、東海楽器製造とヤマハが製造して販売する鍵盤ハーモニカで、両社が第618501号で商標登録している。初等教育の音楽教育で多く利用され、鈴木楽器製作所が製造するメロディオンと並び、鍵盤ハーモニカの国内二大ブランドとされる。

## 沿革
1961年（昭和36年）12月に東海楽器研究所が鍵盤ハーモニカを開発し、「ピアニカ」として発売した。日本楽器製造は1967年（昭和42年）から、東海楽器研究所が製造した「ピアニカ」をヤマハ (YAMAHA) ブランドで販売した。1973年（昭和48年）に日本楽器製造が自社開発の「ピアニカ」を発売すると、東海楽器研究所も1985年（昭和60年）からトーカイ (TOKAI) ブランドで「ピアニカ」を発売し、以後は日本楽器と東海楽器はそれぞれが「ピアニカ」を製造して販売している。
ヤマハの「ピアニカ」は1978年（昭和53年）秋発売のP-32C/P-34C/P-37Cから中空二重ブローケースを採用した。このケースは大きな強度を持ち、落下時などに衝撃を緩和して楽器本体の破損を防ぎ好評を得た。蓋は開口時に約120度で静止して譜面立てとして利用できる。
ヤマハの学校用機種は、1984年秋にP-32Dを発売し、2014年10月からP-32E/EPが発売された。
現在、東海楽器製造（旧 東海楽器研究所）は鍵盤ハーモニカ「ピアニカ」の生産を終了している。よって、ヤマハが「ピアニカ」ブランドを引き継ぎ、生産を続けている。

## 雑記
一般名称は「鍵盤ハーモニカ」で、製品名は「ピアニカ」「メロディオン」などだが、初等教育機関では、ヤマハ製品の場占有率が高いことから楽器名として広く「ピアニカ」と俗称される。
現在国内で流通する商品は以下がある。
- 東海楽器製造「ピアニカ」（生産終了）
  - ヤマハ「ピアニカ」
- 鈴木楽器製作所「メロディオン」
- 全音楽譜出版社「けんばんハーモニカ」（旧 ピアニー）
- キョーリツコーポレーション「メロディピアノ」
- ホーナー「メロディカ」